# Христо Кондаков
Христо Тодоров Кондаков e български строителен инженер и автор на книга и статии в сферата на психологията и философията.

## Биография
Роден е в Сливен в семейството на учителя Тодор Кондаков (бивш кмет на града и директор на училище, участвал във войните за национално обединение) и на Зочка Табакова (от известния сливенски възрожденски род Табакови) на 7 януари 1923 г.
Завършва Държавната политехника в София през 1950 г. Работи в проектантски и строителни организации, включително в „Енергопроект“ и „Хидрострой“. Под негово ръководство през 1950-те години е построена ВЕЦ „Бели Искър“.
Специализира по язовирно строителство в Италия през 1959 г. Ръководи изграждането на строителни обекти в Съветска Украйна (1970 – 1971) и в Република Куба (1981 – 1986).

## Публикации
Христо Кондаков е автор на няколко статии в научни списания по проблеми на язовирното строителство.
През 1960-те и 1970-те години публикува редица статии в сферата на психологията и философията и участва в дискусии на страниците на списание „Философска мисъл“ През 1980-те години негови статии в същата сфера са публикувани в кубински научни издания.
Автор е и на книгата „Историческа Психология“ (1996).

## Семейство
Христо Кондаков има 3 деца: Тодор, Светла, Румен.
Синът му Тодор Кондаков е общественик, главен редактор на периодични издания.